# 齐齐哈尔城墙

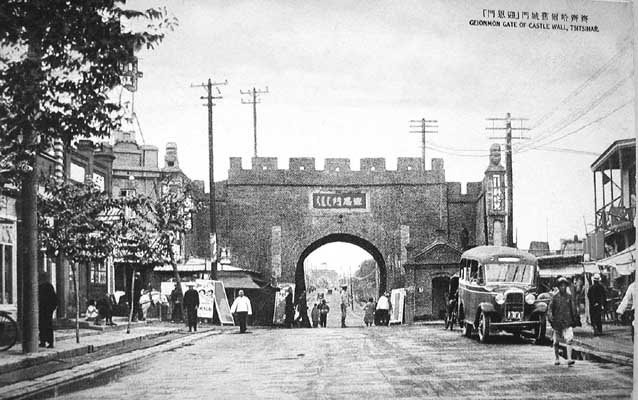
齐齐哈尔迎恩门

齐齐哈尔城墙，位于中国黑龙江省齐齐哈尔市，今已无存。

## 历史
清康熙三十年（1691年），黑龙江将军萨布素建齐齐哈尔城，分内外城，内城为木城，外城为土墙。光绪十三年（1887年），改木城墙为砖城墙。外城城门，亦改为砖结构。
1950年代之后，齐齐哈尔城墙逐渐拆除。